# Helmut Hasse
Helmut Hasse (Kassel, 25 agosto 1898 – Ahrensburg, 26 dicembre 1979) è stato un matematico tedesco.
Ha lavorato nel campo della teoria algebrica dei numeri; è noto per i suoi fondamentali contributi alla teoria dei campi, per l'applicazione dei numeri p-adici alla teoria locale dei campi e alla geometria diofantea (principio di Hasse), e alla funzione zeta locale.
Dopo il servizio nella marina durante la prima guerra mondiale, studiò all'Università di Göttingen ed a quella di Marburgo con Kurt Hensel, dove scrisse, nel 1921 una dissertazione, contenente quello che oggi è noto come teorema di Hasse-Minkowski. Insegnò nelle Università di Kiel, Halle e Marburgo. Sostituì Hermann Weyl a Göttingen nel 1934. Politicamente vicino all'ala nazionalista, aderì al partito nazista nel 1937. Dopo la guerra ritornò a Göttingen per un breve periodo nel 1945, ma fu successivamente escluso dalle autorità britanniche. Dopo un breve intermezzo a Berlino, dal 1948 divenne professore all'Università di Amburgo.
Collaborò con numerosi matematici: in particolare con Emmy Noether e Richard Brauer sulle algebre semplici; con Harold Davenport sulle somme di Gauss (relazione di Hasse-Davenport).